# Нено Дончев
Нено Дончев Иванов е български фитопатолог.

## Биография
Роден е на 17 март 1929 г. в с. Сеячи (сега квартал на Попово), Търговищка област. Завършва Селскостопанската академия в София през 1953 г., специалност „Растителна защита“.
След завършване на висшето си образование работи в продължение на три години в гр. Попово като агроном и в Окръжния народен съвет – Добрич.
През 1956 г. е назначен за научен сътрудник по растителна защита в Добруджанския земеделски институт - Генерал Тошево. Първоначално започва работа като ентомолог, но по-късно изследователската му дейност е насочена към проучване на имунитета при пшеницата към болести. С това се поставят основите на фитопатологичните изследвания в Добруджа.
Под негово ръководство се усвояват методи за изучаване на устойчивостта на сортовете и селекционни материали пшеница срещу кафява ръжда и брашнеста мана. Полагат се основите на проучванията, свързани с възрастовата устойчивост при пшеницата. Създава и поддържа сортимент от наши и интродуцирани сортове и линии пшеница с висока генетична устойчивост.
През 1965 г. специализира фитопатология в Университета във Вагенинген, Холандия. Защитава кандидатска дисертация през 1968 г., а през 1971 е избран за старши научен сътрудник. През 1986 г. защитава хабилитационен труд и му е присъдено научното звание ст.н.с. I ст.
През периода 1976 – 1981 г. е съветник на министъра по селско стопанство в Мозамбик и директор на Института по растениевъдство в Мапуто. От 1982 г. оглавява Временния международен колектив по имунитет при СИВ.
Последователно изпълнява длъжностите заместник-директор на Института (1970 – 1971), заместник-директор на ЦНИРД (1971 – 1973), директор (1973 – 1975) и завеждащ секция „Растителна защита“ (1980 – 1989).
Съавтор е на 13 сорта зимна мека пшеница с висока устойчивост към икономически важните за страната болести. За високите му постижения в селекцията на устойчивост е награден през 1978 г. с Димитровска награда. Автор или съавтор на повече от 100 научни и научно-популярно статии, технологии и монографии. Ръководител е на 7 докторанти.
Загива трагично при автомобилна катастрофа на 17 декември 1991 г.